# Баххоффнер, Джордж Генри
Джордж Генри Баххоффнер — британский ученый, один из основателей лондонского политехнического института и преподаватель научных дисциплин.

## Биография
Баххоффнер был уроженцем Лондона. Он женился на Каролине Дерби 23 июля 1834 года в церкви Сент-Панкрас.
В 1837 году он вместе с несколькими учёными основал политехнический институт, который был предназначен для народного обучения. Там он занимал должность заведующего кафедрой естественной и экспериментальной философии до 1855 года. Впоследствии он стал арендатором и управляющим Колизея в Риджентс-парке и читал там лекции, которые он написал ещё в университете.
Позже он занимал должность регистратора рождений и смертей в Марилебоне. Баххоффнер был изобретателем и получил несколько патентов на изобретения, связанные с электрическим телеграфом, газовыми плитами и масляными лампами. Он был членом лондонского электротехнического общества.
В ранних экспериментах с индукционной катушкой в 1837 году он обнаружил, что замена твердого железного сердечника сердечником из пучка параллельных железных проводов значительно увеличивает выходное напряжение. Как было позже обнаружено, это было связано с тем, что разделенное ядро не позволяло вихревым токам протекать в ядре. Вихревые токи, круговые электрические токи, индуцируемые в сердечнике изменяющимся магнитным полем, вызывают потери мощности. Метод «разделенного» железного сердечника использовался во всех последующих трансформаторах и до сих пор используется в виде слоистых сердечников в трансформаторах и порошковых железных сердечников в катушках индуктивности.